# Elektrokotel
Elektrokotel je elektrický spotřebič, který je určený k vytápění obytných, kancelářských i výrobních prostor. Nejedná se však o čistokrevné elektrické topení. Proud přímo neohřívá vytápěné prostory. V systému teplovodního vytápění s trubkami, radiátory a čerpadlem je místo topného kotle s hořákem zařízení s elektrickými topnými patronami. Kolem nich proudí voda, teplonosné médium, a ohřívá se. Čerpadlo následně rozhání trubkami horkou vodu do radiátorů v jednotlivých místnostech nebo do topení v podlaze.

## Využití
Oproti vytápění plynem nebo tuhými palivy jsou hlavní výhodou elektrokotlů nízké pořizovací náklady a vysoká účinnost. Plusem je také to, že nepotřebují vybudovat přípojku plynu, vyřešit odvod zplodin ani revize nebo pravidelné údržby. Jejich provoz se však může prodražit. Viníkem je vysoká cena elektřiny. Nejčastěji se proto elektrokotle používají v oblastech bez přípojky plynu, v nově zrekonstruovaných bytech a dobře tepelně izolovaných novostavbách, které nejsou energicky náročné. Nízkoenergetické stavby dokáže elektrokotel vytopit bez problémů, a obvykle dokonce i bez zbytečně velkých nákladů. Teplo tam nemá mnoho cest, kudy by mohlo uniknout. 
Elektrokotel se užívá často také jako doplňkový zdroj ve vytápěcí soustavě, kde je základním topidlem tradiční kotel na plyn nebo na tuhá paliva. Elektrokotel v tomto případě funguje jako podpora ve zvlášť chladných obdobích, kdy výkon základního kotle nestačí, nebo v obdobích, kdy je třeba jen přitápět a spuštění velkého kotle by bylo neefektivní.

## Přednosti
Mezi další přednosti elektrokotlů patří ekologičnost. Při jejich provozu nevznikají skleníkové ani žádné jiné nebezpečné plyny. Elektrické kotle jsou většinou závěsná menší zařízení, která nejsou náročná na obsluhu, mají snadnou regulaci a nepotřebují komín pro odvod zplodin. Elektrokotle jsou také bezobslužné. Není třeba se o jejich provoz starat přikládáním. Tepla v domácnosti se tedy, stejně jako u plynových kotlů, dosahuje zcela bez námahy. 
Tento systém vytápění také nevíří ve vzduchu obsažené prachové částice a výkaly roztočů, čímž výrazně přispívá ke správnému mikroklimatu a má příznivý vliv na lidský organismus.

## Cena provozu
Cenu nákladného provozu v České republice může ovlivnit i použití výhodného 20hodinového přímotopného tarifu. Spolu s ním je cena za kWh oproti běžné sazbě téměř poloviční. V této sazbě navíc mohou pracovat i ostatní elektrospotřebiče v domácnosti. Pro její zavedení jsou však jasně dané podmínky. Tato sazba je výhodná zejména u nízkoenergetických domů, kde není často potřeba ani celodenní vytápění. Tyto objekty si vystačí s regulovaným nebo přerušovaným vytápěním, které může být sjednocené s dobou levnějšího tarifu. 

## Jak vybrat elektrokotel
Základním kritériem pro výběr elektrokotle je jeho výkon. Pro vytopení každé stavby je však potřeba jeho jiná hodnota. Potřebný výkon z větší části závisí na rozloze stavby a její energetické náročnosti, která je ovlivněna mnoha faktory (poloha domu, klimatická oblast, rozsah izolace a zateplení). Pomocí těchto parametrů lze orientačně získat hodnotu tepelné ztráty objektu, která se udává v kW. U novostaveb bývá tepelná ztráta cca 7 kW. Ztrátu lze vypočítat i s pomocí různých kalkulátorů. Nicméně, spoléhat se na různé orientační výpočty nebývá doporučováno, protože provoz poddimenzovaného či předimenzovaného kotle se může uživateli velmi prodražit. V případě nových staveb lze hodnotu tepelných ztrát najít v projektové dokumentaci domu. U starších budov se vyplatí nechat si změřit tepelné ztráty odborníkem.
Tepelnou ztrátu je třeba porovnat s výkonem kotle. Jeho výkon se obvykle pohybuje v rozmezí od 2 do 60 kW. V případě kotle jako doplňkového zdroje stačí nižší výkon, ale pokud je objekt zatížen velkou tepelnou ztrátou, může zákazník zapojit kotle do kaskády. 
Provoz elektrického kotle samozřejmě zatěžuje soustavu, vyžaduje vysoký příkon. Aby při zapojení dalšího spotřebiče neustále nepadaly pojistky, musí se správně zvolit velikost elektrického jističe. Vhodný je také hlídač proudového maxima, který se postará o správné vytížení elektrokotle.